# ضيفد زوفي الأوراق
ضيفد زوفي الأوراق (الاسم العلمي: Dyschoriste hyssopifolia) هو نوع من النباتات يتبع جنس الضيفد من الفصيلة الأقنتية.